# Scindapsus salomoniensis
Scindapsus salomoniensis — вид квіткових рослин із родини кліщинцевих (Araceae), роду Scindapsus. Це ліана, рідним ареалом якої є Соломонові острови.